# Yourself or Someone Like You
Yourself or Someone Like You  —en español: Tu mismo o alguien como tu— es el primer álbum de la banda de rock alternativo Matchbox Twenty. El álbum fue lanzado el 1 de octubre de 1996, se extrajeron los siguientes sencillos: "Long Day", "Push", "3AM", "Real World", "Girl Like That" y "Back 2 Good". El álbum cuenta con temas de la adolescencia, la soledad, el maltrato psicológico, la humillación, la depresión, la ira, y el alcoholismo. El álbum vendió varios millones de copias en los EE. UU. y fue certificado Diamante, y también fue certificado multiplatino en Australia, Canadá y Nueva Zelanda. Hasta la fecha, el álbum ha vendido más de 15 millones de copias en todo el mundo.

## Controversia
En 2005, casi una década después del lanzamiento del álbum, la banda fue demandado por el tema de la tapa, Frank Torres. Torres afirmó que la banda nunca pidió su permiso para utilizar su imagen en la portada del álbum. En el pleito, Torres afirmó que la foto fue tomada mientras caminaba por la calle cuando se le pidió posar. También afirmó la foto le había causado angustia mental. Torres justifica el retraso en la demanda contra Matchbox Twenty, afirmando que solo había visto el álbum de fotos dentro de los últimos dos años
.

## Lista de canciones
- Todas las canciones fueron escritas por Rob Thomas menos que se indique lo contrario.

1. "Real World" – 3:50
2. "Long Day" – 3:45
3. "3 A.M." (Thomas, John Leslie Goff, John Joseph Stanley, Brian Yale) – 3:46
4. "Push" (Thomas, Matt Serletic) – 3:59
5. "Girl Like That" – 3:45
6. "Back 2 Good" (Thomas, Serletic) – 5:40
7. "Damn" – 3:20
8. "Argue" – 2:58
9. "Kody" – 4:03
10. "Busted" – 4:15
11. "Shame" – 3:35
12. "Hang" – 3:47

## Posicionamiento en lista
| Listas (1997–98)             | Posiciones |
| ---------------------------- | ---------- |
| Australian ARIA Albums Chart | 1          |
| Canadian Albums Chart        | 11         |
| Dutch Albums Chart           | 50         |
| German Albums Chart          | 21         |
| New Zealand Albums Chart     | 3          |
| Swiss Albums Chart           | 46         |
| UK Albums Chart              | 50         |
| US Billboard 200             | 5          |

| País           | Proveedores | Certificación          | Ofertas    |
| -------------- | ----------- | ---------------------- | ---------- |
| Australia      | ARIA        | 10× Platinum           | 700,000    |
| Canada         | CRIA        | 8× Platinum            | 800,000    |
| Nueva Zelanda  | RIANZ       | 5× Platinum            | 75,000     |
| Reino Unido    | BPI         | Silver                 | 60,000     |
| Estados Unidos | RIAA        | 12× Platinum (Diamond) | 12,000,000 |

### Sencillos
| Año  | Canción          | U.S. Hot 100 | U.S. Modern Rock | U.S. Main- stream Rock | U.S. Adult Top 40 | U.S. Top 40 Main- stream | U.S. Pop 100 | UK  | AUS | CAN | CAN Alt. |
| ---- | ---------------- | ------------ | ---------------- | ---------------------- | ----------------- | ------------------------ | ------------ | --- | --- | --- | -------- |
| 1996 | "Long Day"       | —            | —                | 8                      | —                 | —                        | —            | —   | 83  | 43  | 18       |
| 1997 | "Push"           | 5*           | 1                | 4                      | 6                 | 3                        | —            | 38  | 8   | 6   | 4        |
| 1997 | "3AM"            | 3*           | 3                | 2                      | 1                 | 2                        | —            | 64  | 31  | 1   | 1        |
| 1998 | "Real World"     | 38           | 13               | 17                     | 3                 | 4                        | —            | 119 | 40  | 5   | 8        |
| 1998 | "Back 2 Good"    | 24           | —                | —                      | 4                 | 8                        | —            | —   | —   | 11  | —        |
| 1998 | "Girl Like That" | —            | —                | —                      | —                 | —                        | —            | —   | —   | —   | —        |

## Personal
- Rob Thomas - voz principal, guitarra acústica en "Hang"
- Kyle Cook - guitarra principal, coros, voz principal en el coro de "Hang"
- Adam Gaynor - guitarra rítmica, coros
- Brian Yale - guitarra baja
- Paul Doucette - batería